# Argiope pulchella
Argiope pulchella là một loài nhện trong họ Araneidae.
Loài này thuộc chi Argiope. Argiope pulchella được Tord Tamerlan Teodor Thorell miêu tả năm 1881.

## Hình ảnh

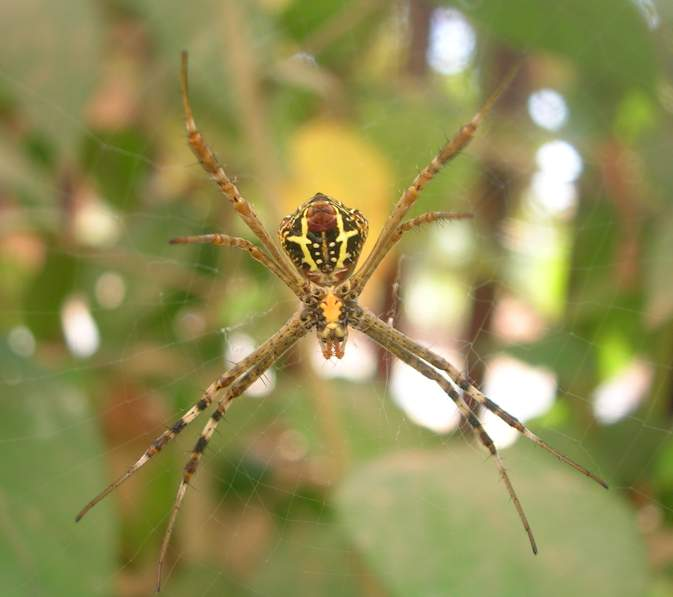
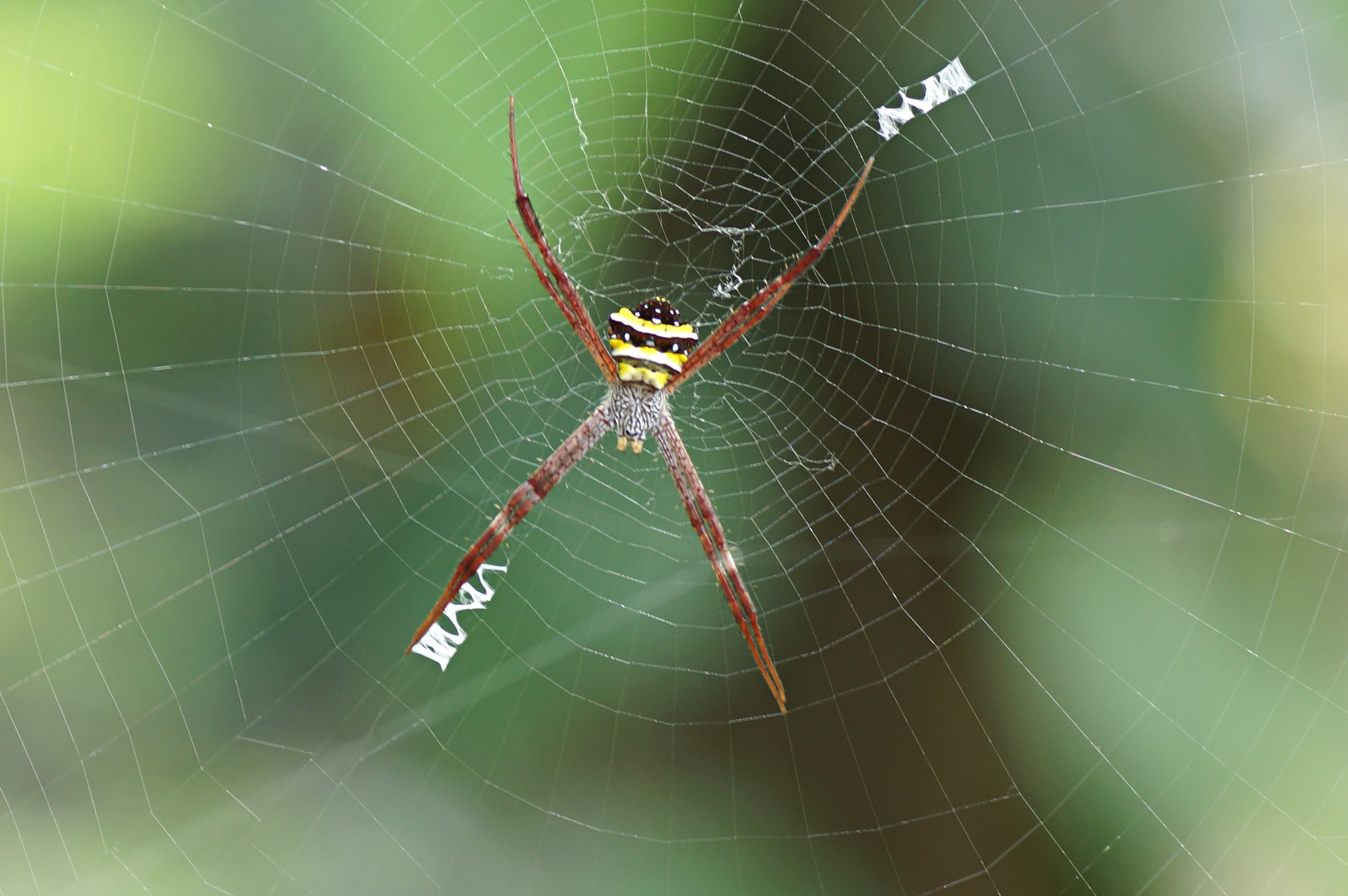
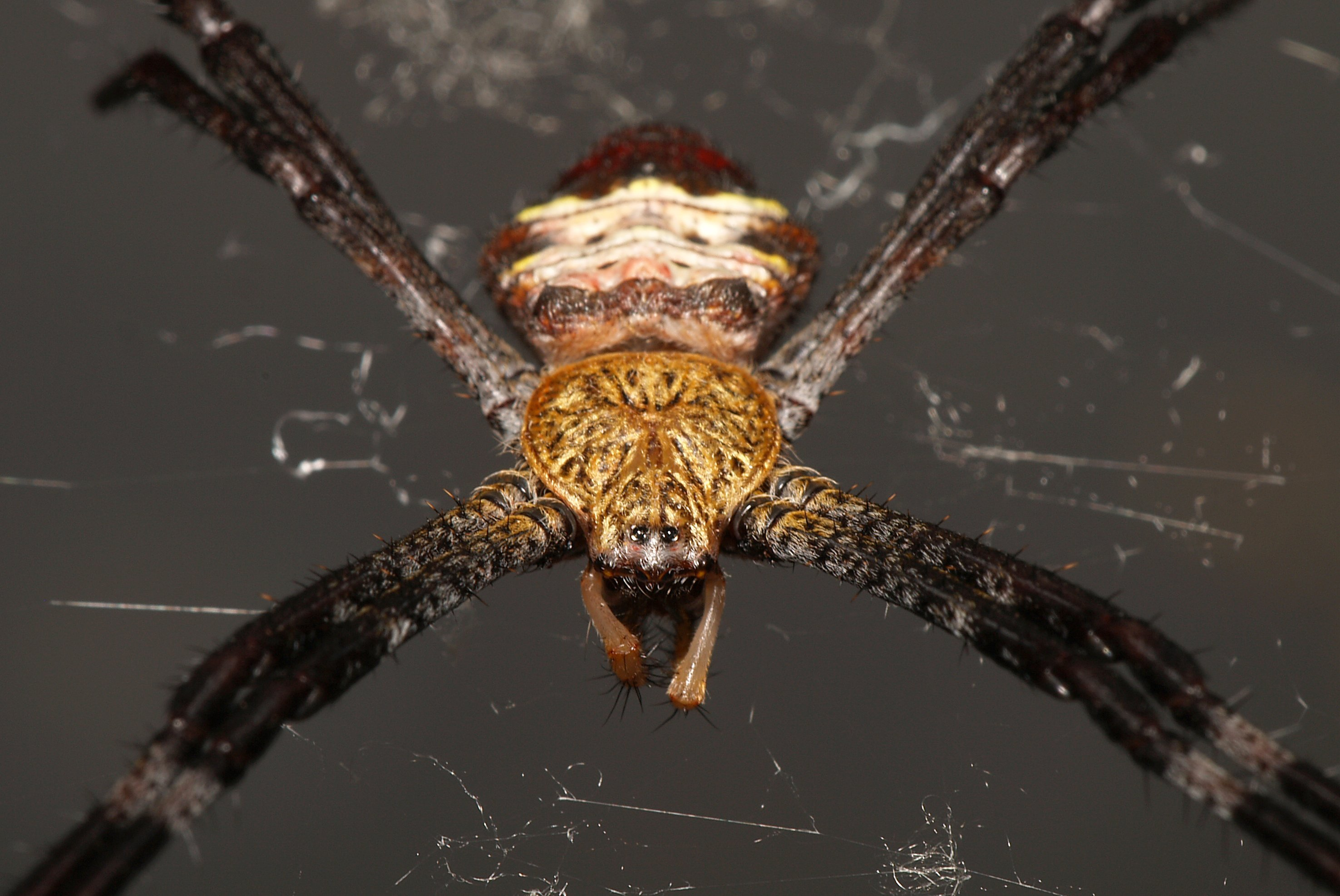